# Rågvallmo
Rågvallmo (Papaver dubium) är en växtart i familjen vallmoväxter. Den blir drygt en halvmeter hög och blomman har röda kronblad. 

## Etymologi
Papaver är helt enkelt det växten vallmo heter på latin.
Dubium kommer av latin och betyder tvivelaktig, (dubiös).

## Andra namn
Tidigare har denna art också kallats åkervallmo.
Dialektalt i Uppland har blommorna kallats falkroser eller fallroser.